# منصور ضو
منصور ضو إبراهيم هو سياسي ليبي سابق وشخصية بارزة في حكومة القذافي حيث شغل منصب رئيس الأمن المُكلّف بحماية معمر القذافي والسهر على حياته. خلال فترة نشاطه؛ كان منصور زعيم الحرس الشعبي.

## حياته السياسية
فرّ منصور إبراهيم مع القذافي خلال معركة تحرير طرابلس قبل أن يتم إلقاء القبض عليه في 20 أكتوبر 2011 وذلك خلال معركة سرت. في الفترة ذاتها انتشرت العديدُ من الشائعات التي تُفيد بفرار ضو إلى دولة النيجر في ظل الهبّة الشعبية التي أطاحت بنظام القذافي وكل من والاه. خلال تنقله بين المدن؛ تعرّض منصور لإصابة متوسطة الخطورة بعد غارة جويّة نفذها حلف شمال الأطلسي وتسبب في تدمير القافلة التي كان يستقلها هو والقذافي وآخرون. اقتيد ضو بعد ذلك إلى الحجز مباشرة من قبل مقاتلين من مصراتة. بعد ذلك بيومين نشرت جريدة نيويورك تايمز مقالا ذكرت فيه أن منصور ضو إبراهيم قد غادر صوبَ سرت منذ أواخر آب/أغسطس؛ هناك -حسب الجريدة- اعتذر للثوار وأكّد لهم على ندمه بسبب بقائه كل هذه الفترة في صفوف نظام القذافي ثم طلب من قوات الثوار الليبيين توفير علاج له. نفى ضو كذلك أي دور له في قمع الاحتجاجات الليبية عام 2011 والتي تحوّلت فيما بعد إلى حرب أهلية.